# NHL 1923./24.
NHL-sezona 1923./24. je bila sedma sezona NHL-a. Odigralo se 24 utakmica i dvije najbolje momčadi su u dva međusobna susreta odlučili o pobjedniku NHL-a.
Momčad Montreal Canadiensa pobijedila je 	prvaka regularne sezone Ottawa Senators s 2:0 i kvalificirala se za polufinale Stanleyjeva kupa. Sljedeću utakmicu odigrali su protiv pobjednika PCHA, Vancouver Maroonsa i njih pobijedili s 2:0. U finalu pobijeđena je momčad WCHL, Calgary Tigersi, također u dvije utakmice a 2:0 i osvaja Stanleyev Cup.
U ovoj sezoni prvi put je dodijeljena nagrada za najboljeg igrača sezone (Hart Memorial Trophy). Igrač Ottawe, Frank Nighbor, je prvi nositelj.
Sa samo dvije asistencija i 22 gola Cy Denneny postao je najbolji strijelac sezone. Najbolji strijelac prošle sezone i sljedeće sezone Babe Dye iz Toronta je odustao od igranja hokeja na ledu i namjeravao je postati profesionalni igrač bejzbola.  Tek u prosincu se vratio na led i radi toga nije odigrao pet utakmicama sezone. Na kraju nedostajalo je njemu samo 5 bodova za naslov najboljeg strijelca. 

## Regularna Sezona

### Ljestvica
Kratice: P = Pobjede, Po. = Porazi, N = Neriješeno, G= Golovi, PG = Primljeni Golovi, B = Bodovi
|                      | P  | Po. | N | G  | PG | B  |
| -------------------- | -- | --- | - | -- | -- | -- |
| Ottawa Senators      | 16 | 8   | 0 | 74 | 54 | 32 |
| Montreal Canadiens   | 13 | 11  | 0 | 59 | 48 | 26 |
| Toronto St. Patricks | 10 | 14  | 0 | 59 | 85 | 20 |
| Hamilton Tigers      | 9  | 15  | 0 | 63 | 68 | 18 |

### Najbolji strijelci
Kratice: Ut. = Utakmice, G = Golovi, A = Asistenciije, B = Bodovi
| Igrač           | Momčad   | Ut. | G  | A  | B  |
| --------------- | -------- | --- | -- | -- | -- |
| Cy Denneny      | Ottawa   | 22  | 22 | 2  | 24 |
| Georges Boucher | Ottawa   | 21  | 13 | 10 | 23 |
| Billy Boucher   | Montreal | 23  | 16 | 6  | 22 |
| Billy Burch     | Hamilton | 24  | 16 | 6  | 22 |
| Aurel Joliat    | Montreal | 24  | 15 | 5  | 20 |
| Babe Dye        | Toronto  | 19  | 16 | 3  | 19 |
| Jack Adams      | Toronto  | 22  | 14 | 4  | 18 |
| Reg Noble       | Toronto  | 23  | 12 | 5  | 17 |
| Howie Morenz    | Montreal | 24  | 13 | 3  | 16 |
| King Clancy     | Ottawa   | 24  | 8  | 8  | 16 |

## Doigravanje za Stanleyjev kup
Sve utakmice su odigrane 1924. godine.

### Finale NHL-a
| Montreal Canadiens vs. Ottawa Senators | Montreal Canadiens vs. Ottawa Senators | Montreal Canadiens vs. Ottawa Senators | Montreal Canadiens vs. Ottawa Senators | Montreal Canadiens vs. Ottawa Senators | Montreal Canadiens vs. Ottawa Senators |
| Datum                                  | Gostujuća momčad                       | Gostujuća momčad                       | Domaćin                                | Domaćin                                |                                        |
| -------------------------------------- | -------------------------------------- | -------------------------------------- | -------------------------------------- | -------------------------------------- | -------------------------------------- |
| 8. ožujka                              | Montreal                               | 1                                      | 0                                      | Ottawa                                 |                                        |
| 11. ožujka                             | Montreal                               | 4                                      | 2                                      | Ottawa                                 |                                        |
| Montreal pobjeđuje seriju sa 2:0.      |                                        |                                        |                                        |                                        |                                        |

### Polufinale Stanleyjeva kupa
| Montreal Canadiens vs. Vancouver Maroons | Montreal Canadiens vs. Vancouver Maroons | Montreal Canadiens vs. Vancouver Maroons | Montreal Canadiens vs. Vancouver Maroons | Montreal Canadiens vs. Vancouver Maroons | Montreal Canadiens vs. Vancouver Maroons |
| Datum                                    | Gostujuća Momčad                         | Gostujuća Momčad                         | Domaćin                                  | Domaćin                                  |                                          |
| ---------------------------------------- | ---------------------------------------- | ---------------------------------------- | ---------------------------------------- | ---------------------------------------- | ---------------------------------------- |
| 18. ožujka                               | Vancouver                                | 2                                        | 3                                        | Montreal                                 |                                          |
| 20. ožujka                               | Vancouver                                | 1                                        | 2                                        | Montreal                                 |                                          |
| Montreal pobjeđuje seriju sa 2:0.        |                                          |                                          |                                          |                                          |                                          |

### Finale Stanleyjeva kupa
| Montreal Canadiens vs. Calgary Tigers                     | Montreal Canadiens vs. Calgary Tigers | Montreal Canadiens vs. Calgary Tigers | Montreal Canadiens vs. Calgary Tigers | Montreal Canadiens vs. Calgary Tigers | Montreal Canadiens vs. Calgary Tigers |
| Datum                                                     | Gostujuća momčad                      | Gostujuća momčad                      | Domaćin                               | Domaćin                               |                                       |
| --------------------------------------------------------- | ------------------------------------- | ------------------------------------- | ------------------------------------- | ------------------------------------- | ------------------------------------- |
| 29. ožujka                                                | Calgary                               | 1                                     | 6                                     | Montreal                              |                                       |
| 31. ožujka                                                | Calgary                               | 0                                     | 3                                     | Montreal                              |                                       |
| Montreal pobjeđuju seriju sa 2:0 i osvaja Stanleyjev kup. |                                       |                                       |                                       |                                       |                                       |
| Druga utakmica je odigrana u Ottawi.                      |                                       |                                       |                                       |                                       |                                       |

## Nagrade NHL-a
| Hart Memorial Trophy: | Frank Nighbor, Ottawa Senators |

## Vanjske poveznice
- Hacx.de: Sve ljestvice NHL-a  Arhivirana inačica izvorne stranice od 24. siječnja 2008. (Wayback Machine)